# Epanchoir

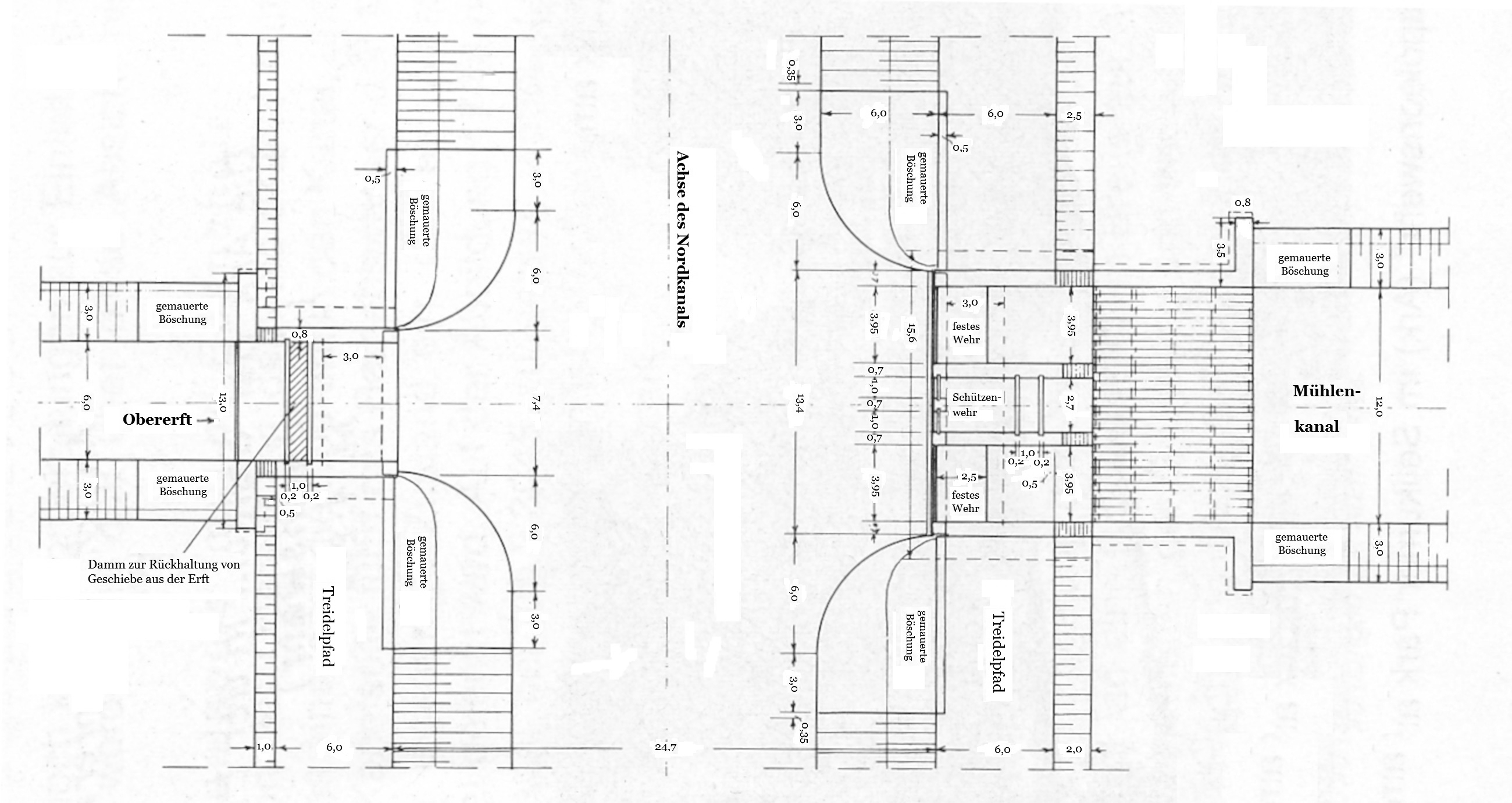
Grundriss

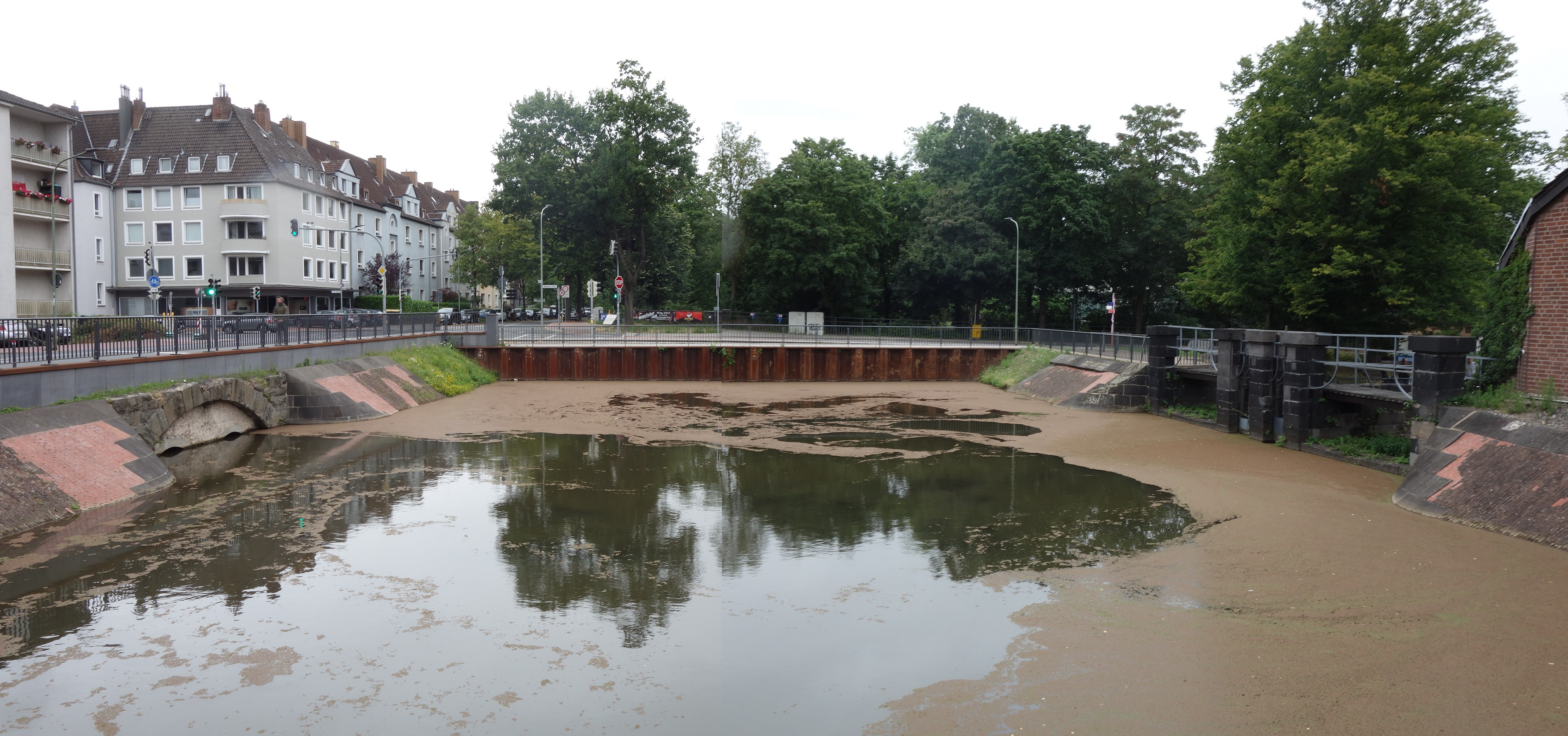
Rekonstruktion

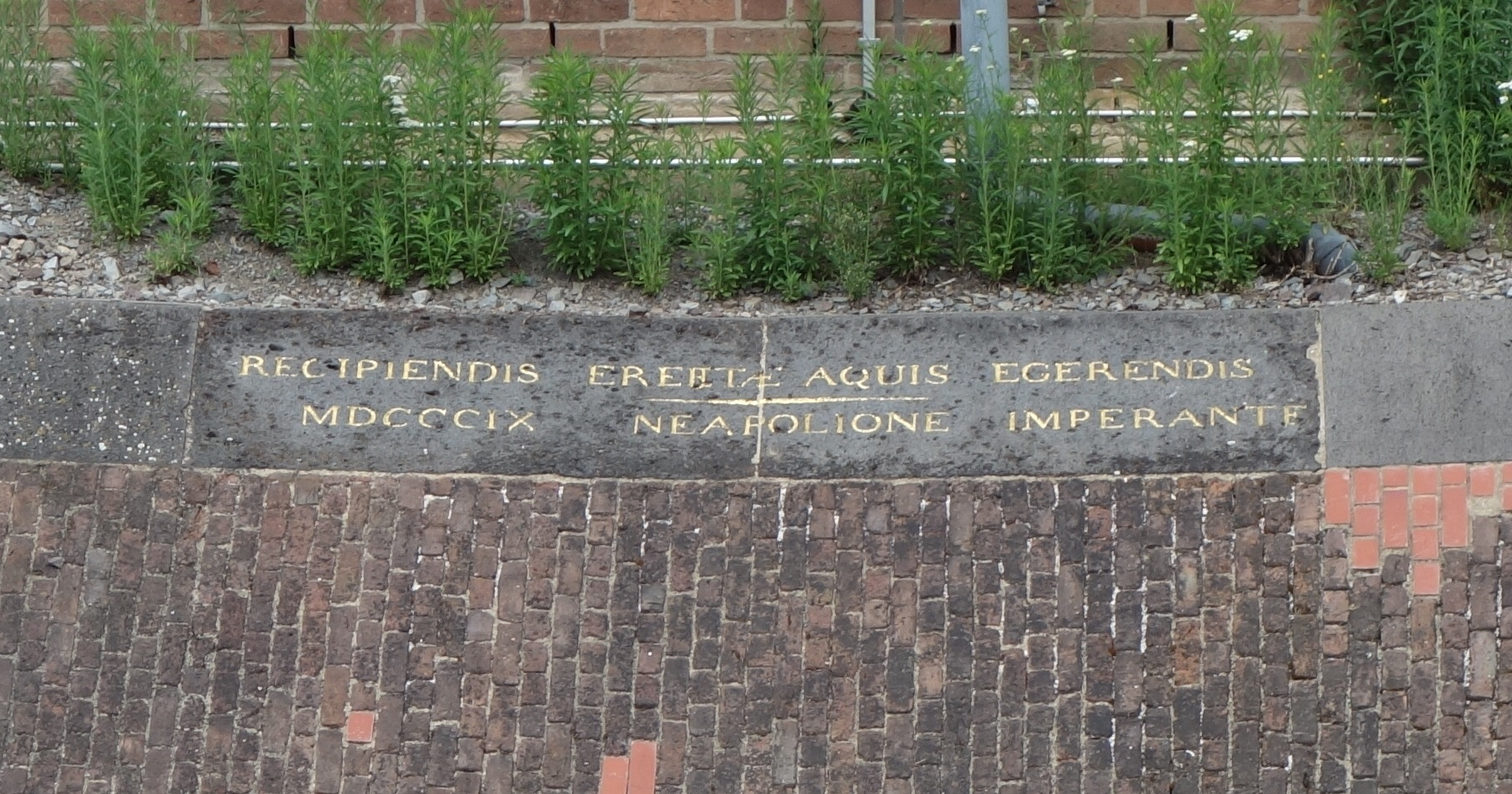
Inschrift

Das Epanchoir (französisch s’épancher für „sich ergießen“) ist ein Wasserbauwerk im Dreikönigenviertel in Neuss, das Obererft und Nordkanal verknüpft und dazu dienen sollte, den Wasserstand im Kanal, der den Rhein mit Antwerpen verbinden sollte, zu regulieren. Napoleon Bonaparte ließ es 1809 erbauen. Federführend war der Chefingenieur Aimable Hageau. Die Schleuse verfügte über vier Öffnungen, die mit verstellbaren Schütztafeln aus Eisen versehen waren. Damit war es möglich, den Wasserablauf zu steuern. Das Bauwerk kam jedoch nicht wie geplant zum Einsatz, da die Niederlande 1810 französisch wurden und somit auch die holländischen Seehäfen. Das Kanalprojekt wurde daraufhin nicht weiter verfolgt. Im Epanchoir gab es auch eine Badeanstalt, die zum so genannten „Gütchen“ gehörte und 1848 von allen Neusser Ärzten empfohlen wurde. 1858 kauften die Neusser Augustinerinnen das Gütchen und damit auch die Badeanstalt.
Große Teile der Anlage wurden später überbaut. Zum 200-jährigen Jubiläum des Bauwerks im Jahr 2009 beschloss die Stadt, das Bauwerk zu sanieren. Die aufwändigen Sanierungsarbeiten konnten 2016 abgeschlossen werden.